# 21 tháng 2
Ngày 21 tháng 2 là ngày thứ 52 trong lịch Gregory. Còn 313 ngày trong năm (314 ngày trong năm nhuận).

## Sự kiện
- 1848 – Karl Marx và Friedrich Engels xuất bản cuốn Tuyên ngôn của Đảng Cộng sản tại Luân Đôn, Anh Quốc.
- 1912 – Hải quân Hoa Kỳ cử tàu tuần dương USS West Virginia đến rạn san hô vòng Palmyra nhằm tái khẳng định chủ quyền của Hoa Kỳ tại đây.
- 1916 – Chiến tranh thế giới thứ nhất: Quân Đức mở chiến dịch tấn công Verdun.
- 1918 – Vẹt đuôi dài Carolina, loài vẹt bản địa duy nhất ở miền đông Hoa Kỳ, bị tuyệt chủng sau khi cá thể cuối cùng chết trong điều kiện nuôi nhốt ở vườn thú Cincinnati.
- 1952 – Lực lượng vũ trang khai hỏa vào những người kháng nghị tại Dhaka, Đông Pakistan để yêu cầu công nhận ngôn ngữ Bengal là ngôn ngữ chính thức.
- 1972 – Tổng thống Hoa Kỳ Richard Nixon bắt đầu công du chính thức Trung Quốc nhằm bình thường hóa quan hệ Trung-Mỹ.
- 1973 – Sau khi tình cờ lạc vào không phận do Israel chiếm đóng, một máy bay của Libya bị Không quân Israel bắn hạ.
- 1995 – Steve Fossett hạ cánh xuống Leader, Saskatchewan, Canada, trở thành người đầu tiên một mình bay qua Thái Bình Dương bằng khinh khí cầu.

## Sinh
- 910 – Phạm Bạch Hổ, một sứ quân trong loạn 12 sứ quân trong lịch sử Việt Nam (m. 972)
- 1791 – Carl Czerny, nghệ sĩ dương cầm, nhà soạn nhạc người Áo (m. 1857)
- 1794 – Antonio López de Santa Anna, lãnh tụ chính trị người México (m. 1876)
- 1822 – Nguyễn Phúc Miên Vũ, tước phong Lạc Hóa Quận công, hoàng tử con vua Minh Mạng nhà Nguyễn (m. 1849)
- 1907 – W. H. Auden, nhà thơ Hoa Kỳ gốc Anh (m. 1973)
- 1924 – Robert Mugabe, tổng thống Zimbabwe
- 1935 – Nguyễn Mỹ, nhà thơ Việt Nam (m. 1971)
- 1946 – Alan Rickman, diễn viên nam người Anh
- 1963 – William Baldwin, diễn viên điện ảnh Hoa Kỳ
- 1967 – Paweł Mąciwoda, nghệ sĩ guitar Ba Lan
- 1969 - Vũ Hà, ca sĩ người Việt Nam
- 1979 – 
  - Jennifer Love Hewitt, diễn viên, ca sĩ người Hoa Kỳ
  - Carly Colón, đô vật chuyên nghiệp người Hoa Kỳ
- 1980 – Jigme Khesar Namgyel Wangchuck, quốc vương Bhutan
- 1981 – Lleyton Hewitt, vận động viên quần vợt người Úc
- 1987 – 
  - Ashley Greene, diễn viên, người mẫu người Hoa Kỳ
  - Ellen Page, nữ diễn viên người Canada
- 1989 – Corbin Bleu, diễn viên, ca sĩ, vũ công người Hoa Kỳ
- 1991 – 
  - Solar (ca sĩ), ca sĩ và diễn viên người Hàn Quốc
  - Riyad Mahrez, cầu thủ bóng đá người Algérie-Pháp
- 1994 - Wendy, ca sĩ, thành viên nhóm nhạc Hàn Quốc - Red Velvet

## Mất
- 1677 – Baruch Spinoza, nhà triết học Hà Lan gốc Do Thái (s. 1633).
- 1741 – Jethro Tull, nhà nông nghiệp Anh (s. 1672).
- 1930 – Ahmad Shah Qajar, vua người Ba Tư (s. 1898).
- 1958 – Duncan Edwards, cầu thủ bóng đá Anh (s. 1936).
- 1965 – Malcolm X, nhà hoạt động dân quyền người Mỹ gốc Phi (s. 1925).
- 1981 – Lưu Quang Thuận, nhà viết kịch, nhà thơ Việt Nam (s. 1921).
- 1984 – Mikhail Aleksandrovich Sholokhov, nhà văn Liên Xô, người thắng giải Nobel Văn học năm 1965 (s. 1905).
- 2016 – Đỗ Kế Giai, Thiếu tướng Quân lực Việt Nam Cộng hòa (s. 1929)

## Những ngày lễ và kỷ niệm
- Ngày tiếng mẹ đẻ Quốc tế